# روكسبري (فيرمونت)
روكسبري (بالإنجليزية: Roxbury, Vermont)‏ هي بلدة تقع في مقاطعة واشنطن (فيرمونت) بولاية فيرمونت في الولايات المتحدة. تأسست عام 1781 (Vermont)، تبلغ مساحتها 108.3 (كم²)، وترتفع عن سطح البحر 495 م، بلغ عدد سكانها 691 نسمة في عام 2010 حسب إحصاء مكتب تعداد الولايات المتحدة .

## وصلات خارجية
- The US50 - Cities and Towns in Vermont State
- Vermont Cities and Towns, Facts, Map, Flag, Colleges, Government, and More